# Jasmin Kurtić
Jasmin Kurtić (Črnomelj, 10 de enero de 1989) es un futbolista esloveno que juega como centrocampista en el F. C. Südtirol de la Serie B.

## Trayectoria
Comenzó su carrera en las categorías inferiores del NK Bela Krajina y debutó en el primer equipo en 2007. En sus 74 partidos con el club esloveno marcó 7 goles. Después pasó por el ND Gorica, donde no jugó demasiado.

### Palermo
En diciembre de 2010 llegó a un acuerdo con el club italiano del Palermo para unirse a su equipo. Kurtic firmó un contrato de cuatro años de duración y debutó contra el Chievo Verona en la Copa de Italia. Sin embargo, no pudo contar con muchas oportunidades y se marchó cedido al Varese Calcio. Aquí jugó 42 partidos y marcó tres goles.

### Sassuolo, Torino y Fiorentina
El 1 de julio de 2013 fue fichado por el US Sassuolo por 2,5 millones. Con el Sassuolo jugó pero no cumplió con las expectativas. El Torino FC se interesó
en él, y lo incorporó como cedido. En el Torino jugó 16 partidos y marcó dos goles. Para la temporada siguiente, la Fiorentina lo incorporó como cedido. Kurtic debutó en un partido de Europa League ante el Guingamp. En la Fiorentina jugó 21 partidos y marcó un único gol.

### Atalanta
En 2015 fichó por el Atalanta Calcio jugando buenos partidos con el club italiano. Su primer gol con el equipo italiano llegó el 26 de febrero de 2016 ante el Carpi FC 1909.

### SPAL
En el mercado de fichajes de invierno de la temporada 2017-18 se marchó cedido al SPAL 2013 con opción de compra obligatoria. En la media temporada que disputó en el Atalanta jugó 14 partidos, aunque sólo siete como titular, en los que marcó dos goles, el primero de ellos el 25 de octubre de 2017 ante el Hellas Verona en la Serie A, y cuatro días después volvió a marcar en liga, en esta ocasión ante el Udinese Calcio.

### Parma
El 10 de enero de 2020 fue cedido con opción de compra al Parma Calcio 1913 hasta final de temporada. Esta opción fue ejercida y permaneció en el club el curso 2020-21, siendo prestado al PAOK de Salónica F. C. la campaña siguiente.

## Selección nacional
Jugó con la selección eslovena sub-21 y se estrenó con la selección de fútbol de Eslovenia en un partido amistoso ante la selección de fútbol de Grecia, donde marcó un gol.

### Participaciones en Eurocopas
| Copa          | Sede     | Resultado        | Partidos | Goles |
| ------------- | -------- | ---------------- | -------- | ----- |
| Eurocopa 2024 | Alemania | Octavos de final | 1        | 0     |

## Clubes
| Club                       | País      | Año       |
| -------------------------- | --------- | --------- |
| NK Bela Krajina            | Eslovenia | 2007-2010 |
| ND Gorica                  | Eslovenia | 2010      |
| U. S. Città di Palermo     | Italia    | 2011-2013 |
| Varese Calcio (cedido)     | Italia    | 2011-2012 |
| U. S. Sassuolo             | Italia    | 2013-2015 |
| Torino F. C. (cedido)      | Italia    | 2014      |
| ACF Fiorentina (cedido)    | Italia    | 2014-2015 |
| Atalanta B. C.             | Italia    | 2015-2018 |
| SPAL 2013 (cedido)         | Italia    | 2018      |
| SPAL                       | Italia    | 2018-2020 |
| Parma Calcio 1913 (cedido) | Italia    | 2020      |
| Parma Calcio 1913          | Italia    | 2020-2023 |
| PAOK Salónica (cedido)     | Grecia    | 2021-2023 |
| Universitatea Craiova      | Rumania   | 2023-2024 |
| F. C. Südtirol             | Italia    | 2024-     |